# Lygosoma
Lygosoma este un gen de șopârle din familia Scincidae.

## Specii[1]
- Lygosoma afrum
- Lygosoma albopunctata
- Lygosoma angeli
- Lygosoma anguinum
- Lygosoma ashwamedhi
- Lygosoma bowringii
- Lygosoma carinatum
- Lygosoma corpulentum
- Lygosoma elegans
- Lygosoma frontoparietale
- Lygosoma goaensis
- Lygosoma grandisonianum
- Lygosoma guentheri
- Lygosoma haroldyoungi
- Lygosoma isodactylum
- Lygosoma koratense
- Lygosoma laeviceps
- Lygosoma lanceolatum
- Lygosoma lineata
- Lygosoma lineolatum
- Lygosoma mabuiiforme
- Lygosoma mafianum
- Lygosoma melanopogon
- Lygosoma mocquardi
- Lygosoma paedocarinatum
- Lygosoma pembanum
- Lygosoma popae
- Lygosoma productum
- Lygosoma pruthi
- Lygosoma punctata
- Lygosoma quadrupes
- Lygosoma simonettai
- Lygosoma singha
- Lygosoma somalicum
- Lygosoma tanae
- Lygosoma tersum
- Lygosoma vinciguerrae
- Lygosoma vosmaeri